# B-Legit
B-Legit o The Savage, pseudonimo di Brandt Jones (Vallejo, 13 gennaio 1968), è un rapper statunitense.
All'inizio della sua carriera era membro della crew The Click, fondata dal cugino E-40.  B-Legit registrò con molte case discografiche indipendenti, come la Jive Records, la Koch Records e la Universal Records. Guadagnò attenzioni collaborando con 2Pac nell'album di costui All Eyez on Me. Ha collaborato con molti altri artisti inclusi E-40, Celly Cel, Too $hort, Jadakiss, Master P, Snoop Dogg, Daz Dillinger, Kurupt, Mystikal, UGK, Mack 10, Paul Wall, Rick Rock, Young Buck, Yukmouth, Numskull, Mac dre. B-Legit è cugino di Mac Mall dei The Click, Turf Talk e Droop E, figlio di E-40.

## Discografia
Album in studio
- 1993 – Tryin' to Get a Buck
- 1996 – The Hemp Museum
- 2000 – Hempin' Ain't Easy
- 2002 – Hard 2 B-Legit
- 2005 – Block Movement
- 2007 – Coast 2 Coast
- 2007 – Throwblock Muzik
- 2015 – What We Been Doing
- 2018 – Connected and Respected (con E-40)

Raccolte
- 1997 – Southwest Riders (con E-40)
- 2023 – Abundance (con Sick Wid It)

Mixtape
- 2005 – The Purlpe House Presidente
- 2006 – Hood Hustlin'
- 2006 – Gorilla Grindlin (con Lil Sisco)

### Con i The Click
- 1992 – Down and Dirty
- 1995 – Game Related
- 2001 – Money & Muscle